# Ante Jozić
Ante Jozić (n. Trilj, Split-Dalmacia, Croacia, 16 de enero de 1967) es un diplomático, arzobispo católico y canonista croata.

## Biografía
Nacido en la ciudad de Trilj (Condado de Split-Dalmacia) el día 16 de enero de 1967, durante la época de la República Federativa Socialista de Yugoslavia (RFSY).
Realizó su formación primaria y secundaria en su ciudad natal. Cabe destacar que es políglota, ya que además de su natal croata sabe hablar con fluidez los idiomas italiano, español, inglés, francés, portugués, alemán, ruso, chino y polaco.
Realizó sus estudios eclesiásticos en el Seminario Teológico de Split. 
Se licenció con un título "In utroque jure" en Derecho Canónico.
Luego en 1995 marchó hacia Italia para estudiar en la Academia Pontificia Eclesiástica de Roma,  graduándose en 1999.

### Sacerdocio
Fue ordenado sacerdote el 28 de junio de 1992 para la Arquidiócesis de Split-Makarska, por el entonces Arzobispo Metropolitano "Monseñor" Ante Jurić.
Comenzó sirviendo como Capellán en Makarska.
En 1999 pasó a ser miembro del Servicio Diplomático de la Santa Sede.
Comenzó su carrera diplomática siendo destinado a la Nunciatura Apostólica en la India. Después en el 2003 fue destinado a la Nunciatura en Rusia y en el 2009 a la Nunciatura en Hong Kong.

## Episcopado

### Nuncio en Costa de Marfil
El día 2 de febrero de 2019, fue nombrado por el Papa Francisco como Nuncio Apostólico en Costa de Marfil y Arzobispo Titular de la antigua Sede Eclesiástica de Cissa. Su consagración episcopal, prevista para el 1 de mayo, se pospuso después de que Jozić resultó gravemente herido en un accidente de tráfico en Croacia el 7 de abril. Fue dado de alta del hospital el 20 de junio. Finalmente no tomó posesión de su cargo y el 28 de octubre fue nombrado en su lugar Paolo Borgia como nuncio apostólico en Costa de Marfil.

### Nuncio en Bielorrusia
Se reunió con el Papa Francisco el 22 de enero de 2020, continuando como arzobispo titular electo. Su ordenación episcopal se reprogramó inicialmente para el 21 de marzo de 2020 en Roma, pero se pospuso nuevamente debido a las restricciones en las reuniones masivas debido a la Pandemia de COVID-19. Finalmente fue nombrado nuncio apostólico en Bielorrusia el 21 de mayo de 2020 y su consagración episcopal tuvo lugar el 16 de septiembre de 2020, en la iglesia de Solin, cerca de Split (Croacia); a manos del cardenal Pietro Parolin, secretario de Estado del Vaticano.